# 17119 Alexisrodrz
A 17119 Alexisrodrz (ideiglenes jelöléssel 1999 JP59) a Naprendszer kisbolygóövében található aszteroida. A LINEAR projekt keretében fedezték fel 1999. május 10-én.